# 拓跋紇那
拓跋 紇那（たくばつ こつな、拼音：Tuòbá Hénà、生没年不詳、在位：325年 - 329年、335年 - 337年）は、代国の王。北魏の太祖道武帝によって煬皇帝と追諡された。拓跋猗㐌の三男。拓跋普根・拓跋賀傉の弟である。

## 生涯
325年12月、兄の拓跋賀傉が亡くなると後を継いだ。
327年、後趙の石勒が、石虎に5千騎を与えて国境へ侵攻してきた。拓跋紇那はこれを句注・陘北で迎撃に当たったが、不利となったため、大寧に移った。
時に、拓跋鬱律の長子である拓跋翳槐は、妻の一族である賀蘭部にいた。拓跋紇那は使者を遣わすよう求めたが、拓跋翳槐を擁立しようとしていた賀蘭部の帥賀蘭藹頭は、これを拒否した。拓跋紇那は怒り、宇文部と兵を合わせて藹頭を討伐に向かった。だが、宇文部は敗れ、拓跋紇那は大寧に帰還した。 
329年、危機を感じた拓跋紇那は宇文部へ亡命した。賀蘭部および諸部大人は、拓跋翳槐を共立して代王に立てた。
335年、拓跋翳槐が尊大な態度を取るようになり、諸部は離反した。拓跋紇那は好機と見て、宇文部から攻め込み、諸部大人はこれを迎え入れた。拓跋翳槐は鄴へ逃亡し、後趙の庇護下に入った。これにより拓跋紇那は再び代王の座についた。
337年、後趙の石虎は将軍李穆に5千騎を与えて大寧を攻め、拓跋翳槐をここに移住させた。すると、部落の民6千余りが拓跋紇那の下を離れ、拓跋翳槐についた。拓跋紇那は前燕へ逃げ、国人は再び拓跋翳槐を擁立し、盛楽へ新たに城を築いて移り住んだ。その後の拓跋紇那の消息は不明である。
後に北魏を建国した道武帝によって、煬皇帝という悪諡号が贈られた。